# Casais de Além
Casais de Além, é uma localidade portuguesa situada  na freguesia do Louriçal. Fica a cerca de 3 km do vila do Louriçal.